# Reflectie (straling)

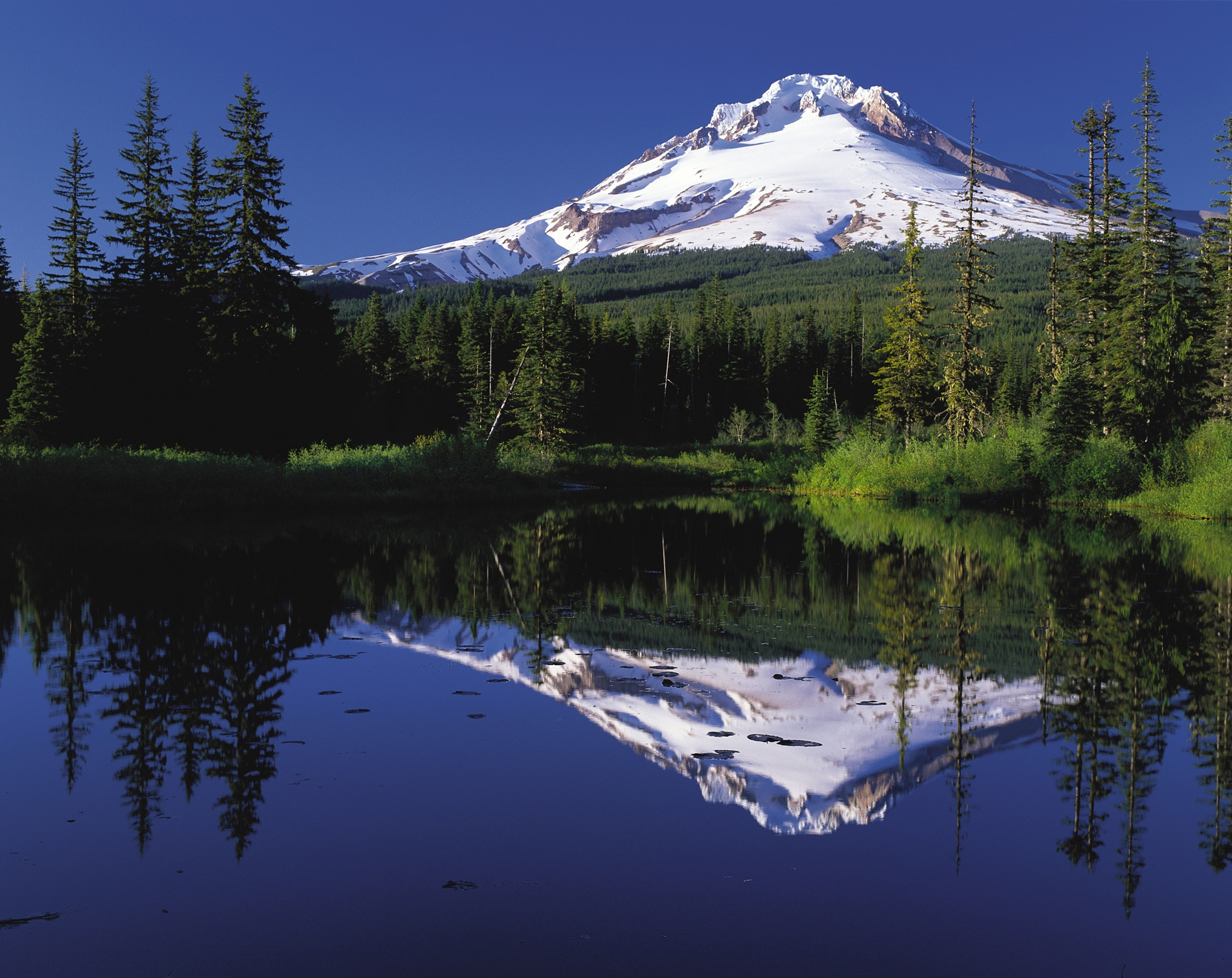
Spiegeling van Mount Hood (Oregon, VS) in het Trilliummeer. Hier is sprake van gedeeltelijke reflectie, het origineel is lichter dan de weerspiegeling in het meer.

Reflectie of weerkaatsing (Latijn reflexio‚ terugbuiging, van reflectere, terugbuigen) van elektromagnetische straling (zoals licht) is het terugkaatsen van straling bij de overgang naar een stof met een afwijkende impedantie voor deze straling. De gerichte weerkaatsing van licht wordt een spiegeling genoemd.

## Reflectie van golven
Het terugkaatsen van een golf aan een oppervlak wordt veroorzaakt door de overgang naar een medium met een andere golfweerstand (golfimpedantie). Bij geluid is de golfimpedantie het product van de geluidssnelheid en de dichtheid (evenredig met ρ½ mits ideaal gas), bij elektromagnetische straling het quotiënt van de elektrische veldsterkte en de magnetische veldsterkte. Over het algemeen gaat reflectie gepaard met breking, een gedeelte van de golfenergie gaat over naar het nieuwe medium na het ondergaan van een richtingsverandering (breking), een ander gedeelte wordt teruggekaatst.
De reflecterende laag moet een dikte van enkele golflengtes hebben, omdat de reflectie van fotonen niet plaatsvindt op het oppervlak van het materiaal, maar het gereflecteerde licht de resultante is van trillingen van alle elektronen in het reflecterende materiaal.

## Theoretische benadering
De reflectie van elektromagnetische golven – dus ook van licht – wordt beschreven door de theorie van het elektromagnetisme. Uit de vergelijkingen van Maxwell is het mogelijk een brekingsindex af te leiden; met de wetten van Fresnel, gebaseerd op de brekingsindex ({\textstyle n\,{\overset {\underset {\mathrm {def} }{}}{=}}\,c/v={\sqrt {(}}\epsilon /\epsilon _{0}\cdot \mu /\mu _{0})}) kan de verhouding tussen de intensiteiten van het gereflecteerde en het doorgelaten gedeelte worden afgeleid. De theoretische benadering is precies dezelfde voor het gehele spectrum van elektromagnetische straling.
Voor zichtbaar licht wordt een bruikbare benadering gegeven door de optica, terwijl de radar- en de radiotechniek bruikbare benaderingen geven voor resp. golflengtes in het millimetergebied en langer. Het verschil wordt in hoofdzaak bepaald door de verhouding tussen de grootteorde van de golflengte en de grootteorde van de afmetingen van de gebruikte componenten.

### Complexe brekingsindex
Absorptie in niet-transparante materialen wordt verdisconteerd in de complexe component van de brekingsindex. Metalen hebben een brekingsindex met een zeer grote complexe component, waardoor ze een zeer groot percentage van de elektromagnetische straling weerkaatsen. Vandaar het gebruik van metaallaagjes als spiegeloppervlak. Een metaal met een volledig complexe brekingsindex zou al het licht reflecteren, maar in de praktijk heeft een aluminium spiegeloppervlak van goede kwaliteit een reflectie van 86%. Voor de reflectie van infrarode straling worden goudoppervlakken gebruikt.

### Fresnelvergelijkingen
De fresnelvergelijkingen zijn afgeleid voor een pure golfbenadering van elektromagnetische straling en zijn bruikbaar voor de meeste praktische doeleinden. Deze vergelijkingen beschrijven zowel reflectie- als brekingsverschijnselen. De belangrijkste uitkomsten zijn:
- De invallende golf, de teruggekaatste golf en de normaal (de lijn die loodrecht staat op het weerkaatsende oppervlak) bevinden zich in één vlak.
- De hoek van de invallende golf met de normaal (invalshoek) is gelijk aan de hoek van de teruggekaatste golf met de normaal (terugkaatsingshoek). Dit wordt ook wel de spiegelwet genoemd.
- Bij een reflectie in een optisch dichter medium (dat wil zeggen met grotere golfweerstand) dan het medium achter het reflectieoppervlak (bijvoorbeeld reflectie in water tegen de grens met lucht) treedt geen faseverschuiving op. Bij een reflectie in een optisch minder dicht medium op het oppervlak van een optisch dichter medium (bijvoorbeeld reflectie in de lucht op het wateroppervlak) is de fase van de golf 180° verschoven.
- De terugkaatsing is verschillend voor golven met polarisaties loodrecht op of evenwijdig aan het terugkaatsend oppervlak. Een praktische toepassing is de polaroidbril, die horizontaal gepolariseerde lichtreflecties van bijvoorbeeld een wateroppervlak uitdooft door het filter op de glazen dat alleen verticaal gepolariseerd licht doorlaat.
- Bij loodrechte inval is de reflectiecoëfficiënt R

{\displaystyle R=\left({\frac {n_{1}-n_{2}}{n_{1}+n_{2}}}\right)^{2}}
Voor een ideaal reflecterend metaal (in vacuüm) geldt n1 = 1 en n2 = i (brekingsindex metaal), resulterend in Rid = 1.

### Kwantummechanische benadering
Strikt genomen is reflectie van elektromagnetische straling geen klassiek golfverschijnsel en wordt de reflectie bepaald door interacties van fotonen met elektronen. Reflectie en breking van elektromagnetische straling zijn resultantes van de interactie van licht met materie en worden ook op deeltjesniveau goed beschreven. Zie kwantumelektrodynamica.

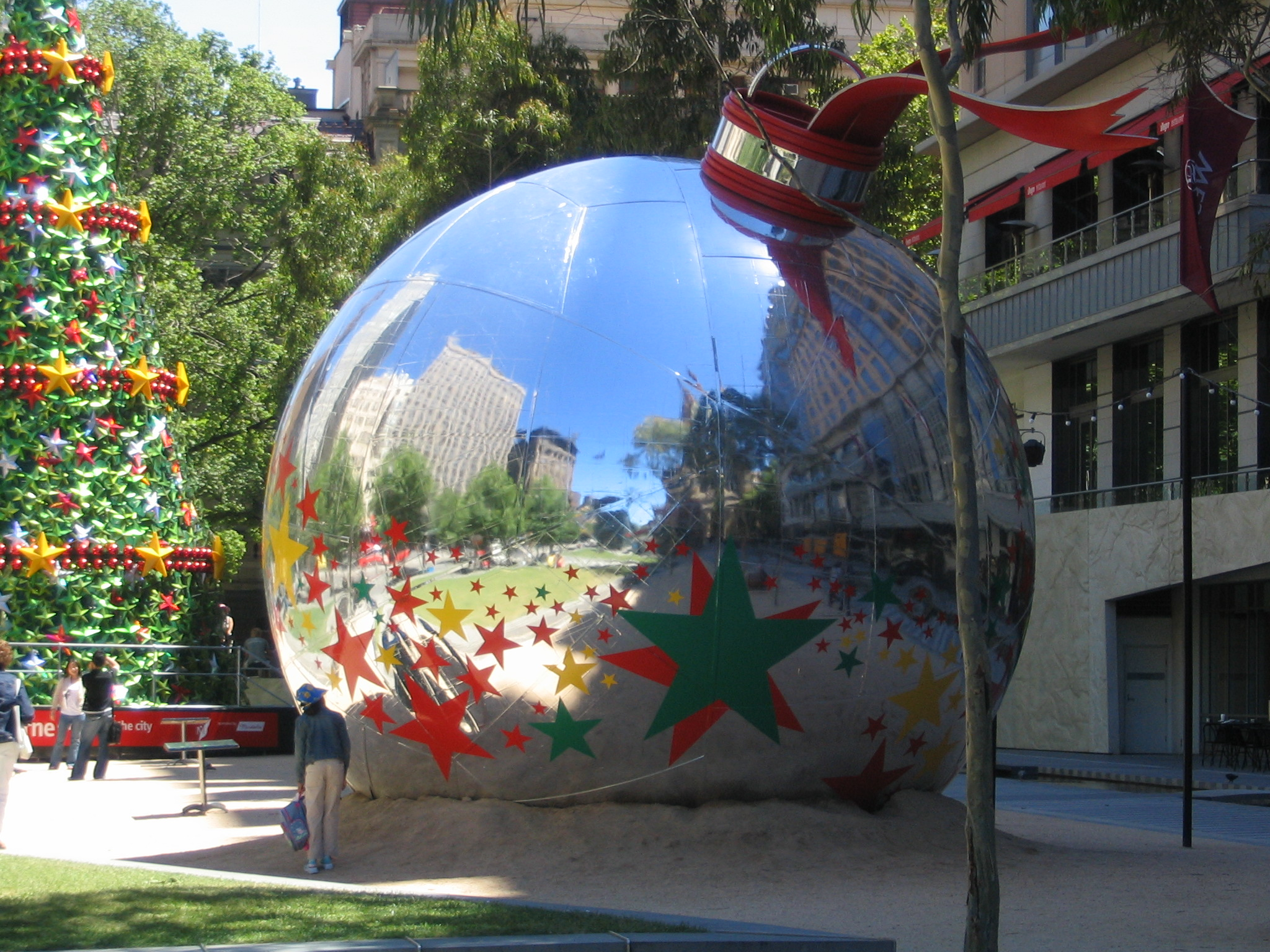
Kerstbalsculptuur te Melbourne, Australië. De grote hoeken tussen de objecten in de spiegelende kerstbal worden voor ons oog teruggebracht, zodat we de gehele omgeving binnen een klein blikveld zien.

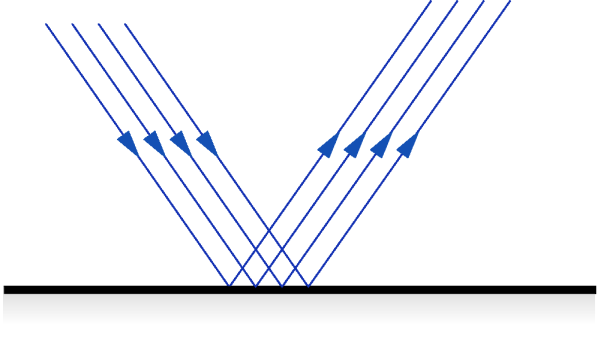
Spiegelreflectie

Diffuse reflectie

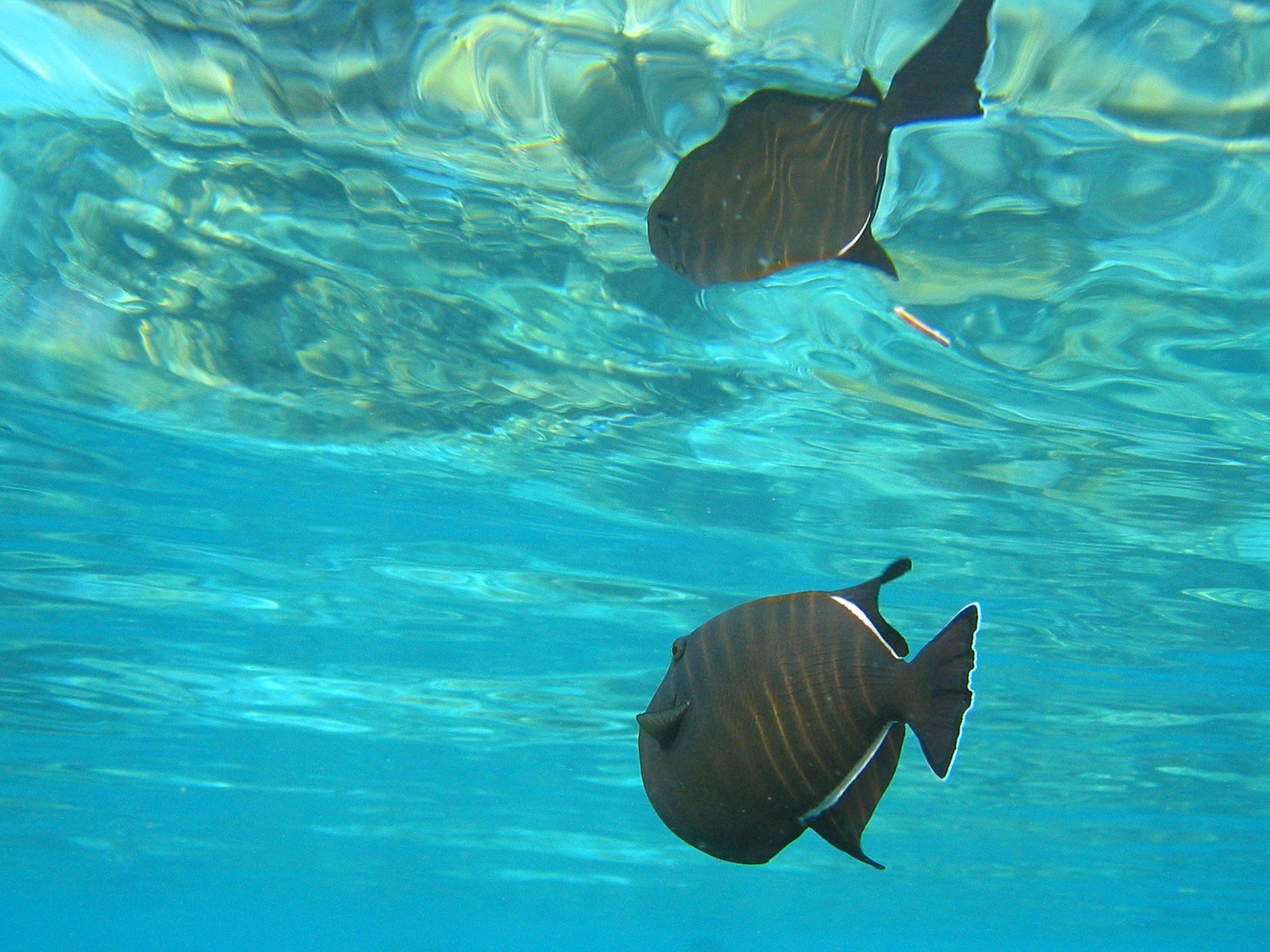
Een Indische trekkervis (Melichthys indicus) wordt volledig gereflecteerd door het overgangsvlak van water naar lucht.

Retroreflectie

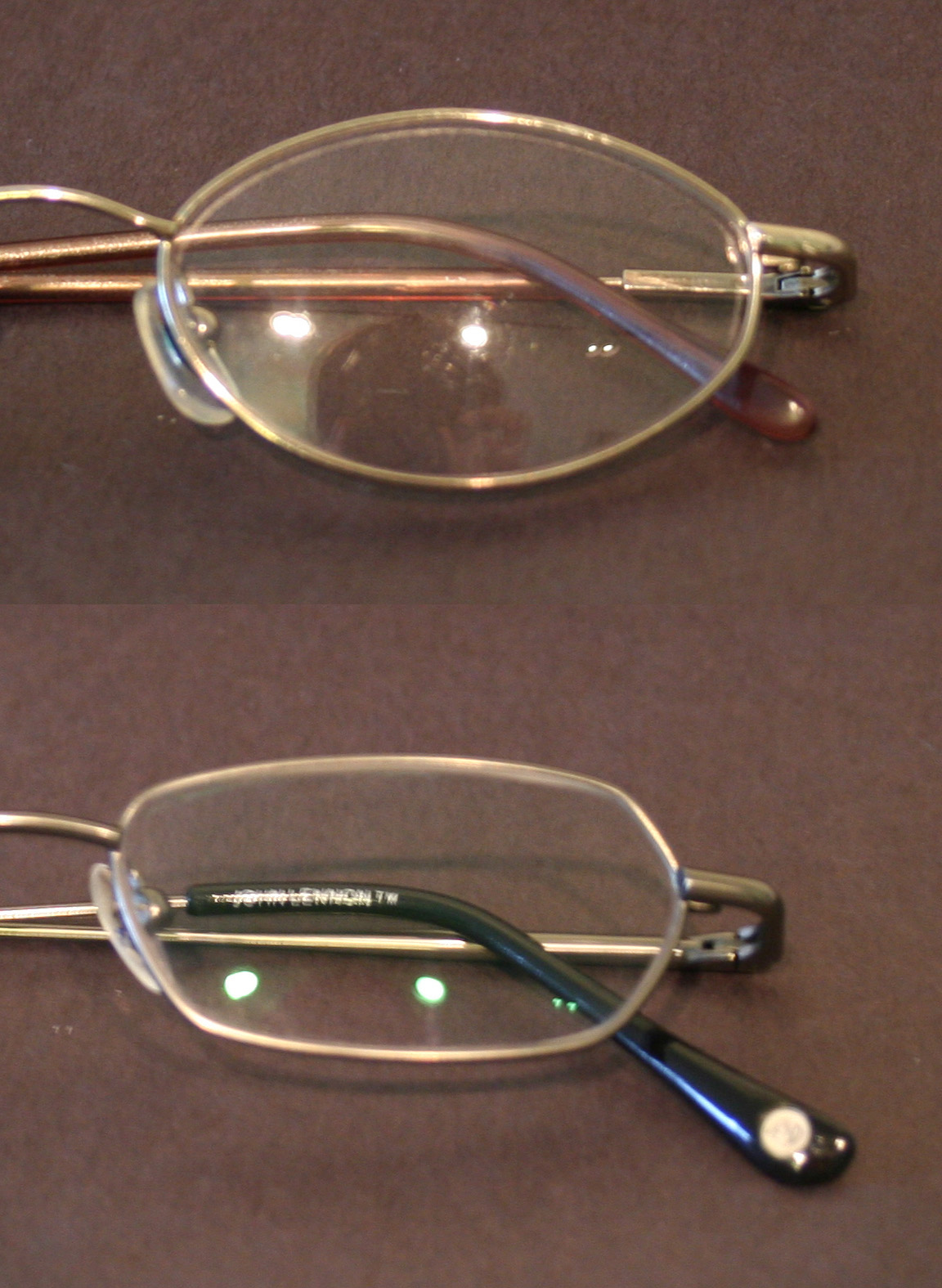
Vergelijking tussen niet- ontspiegelde (boven) en ontspiegelde brillenglazen. Merk op dat de gereflecteerde stralen een groene kleur hebben in de ontspiegelde glazen.

## Vormen van reflectie

### Spiegelreflectie
Bij spiegelreflectie verandert de voortplantingsrichting van het golffront wel, maar blijft de golf gebundeld, zoals bij een spiegel. Spiegelreflectie treedt op bij een oppervlak dat glad is ten opzichte van de golflengte van het licht. In de praktijk betekent het dat een spiegel voor licht geen onregelmatigheden groter dan een vierde van een golflengte (voor licht ~ 0,1 micrometer) mag hebben.
Badkamerspiegels bestaan uit een glazen plaat, aan de achterkant voorzien van een spiegelende laag aluminium, beschermd door lak. In het spiegelbeeld zijn voor en achter verwisseld, terwijl links en rechts en onder en boven hetzelfde blijven. Bij spiegels voor telescopen wordt de metaallaag aangebracht op de voorwerpszijde van het glas, om geen onnodige extra afbeeldingsfouten te introduceren (chromatische aberratie, dubbele beelden, e.d.).
Dichroïsche spiegels reflecteren alleen licht van één bepaalde golflengte (door interferentie van de reflecterende lagen) en worden gebruikt om de kleurcomponenten van het licht in een videocamera te scheiden.
Een gebogen spiegel kan lichtbundels concentreren of spreiden en beelden vergroten of verkleinen. De vergroting berust op het vergroten van de beeldhoek die ons oog bereikt.

### Diffuse reflectie
Bij diffuse reflecties is het oppervlak onregelmatig op niveaus rond de golflengte en wordt het golffront onregelmatig waardoor de energie wordt verspreid over een groter oppervlak. Bij volkomen diffuse reflectie is de lichtintensiteit in alle richtingen dezelfde. Een voorbeeld van diffuse reflectie is de reflectie van licht door een wit vel papier. Bij veel oppervlakken is er sprake van een combinatie van spiegel- en diffuse reflectie. In de praktijk is dit belangrijk voor verven (glans of mat) en computeranimaties (raytracing).

### Meervoudige reflectie
Vaak treedt ook meervoudige interne en externe reflectie op, zoals in sneeuw en wolken, resulterend in een diffuse reflectie. Als het aantal reflecties klein is (twee of drie interne reflecties in de druppel), zoals in grote regendruppels, worden ook effecten van de lichtbreking zichtbaar. De lichtbreking is, in tegenstelling tot de reflectie, wel afhankelijk van de golflengte – en dus de kleur – van het licht, waardoor de verschillende golflengtes onder verschillende hoeken worden teruggekaatst. Dit is de oorzaak van het ontstaan van de regenboog. Naarmate de druppels kleiner worden en dichter bij elkaar zitten, wordt de regenboog meer diffuus. Ook verstrooiing speelt een belangrijke rol. Bij de druppelgroottes van mist hangt de verstrooiing niet af van de golflengte; vandaar dat mist grauw is.

### Totale interne reflectie
Volledige reflectie treedt op bij de overgang van een optisch dichter medium naar een optisch minder dicht medium (bijvoorbeeld van glas naar lucht of van water naar lucht), als de invalshoek (hoek tussen het reflecterend oppervlak en de lichtstraal) kleiner is dan een bepaalde grenswaarde, de grenshoek of kritische hoek. Bij een grotere invalshoek wordt een gedeelte van het licht gebroken. In omgekeerde richting is geen volledige reflectie mogelijk.
De meest bekende toepassing van volledige reflectie is een prismakijker, de prisma's weerkaatsen het licht onder een hoek van 45 graden. Volledige reflectie is zeer belangrijk voor de datatransmissie in glasvezels. Het licht kan door de lage invalshoeken nooit uit de glasvezel ontsnappen, die is omringd met een medium met lagere brekingsindex.

### Retroreflectie
Retroreflectie is een gerichte reflectie waar alle invallende golven worden teruggekaatst parallel en tegengesteld aan de invalsrichting. Het is een combinatie van twee reflecties aan twee oppervlakken die loodrecht op elkaar staan. Een eenvoudige retroreflector kan worden gemaakt door drie gewone spiegels loodrecht ten opzichte van elkaar te plaatsen.
Een oppervlak kan sterk retroreflecterende eigenschappen krijgen door er een laagje reflecterende bolletjes of piramiden op aan te brengen. Door inwendige weerkaatsing wordt de golf min of meer teruggekaatst naar waar deze vandaan kwam. Dit wordt onder andere gebruikt voor reflecterende verkeersborden, bermreflectoren, wegmarkeringen e.d., en voor reflecterende strips op kleding en politieauto's (BZK-striping). Gewone reflectie is hier niet gewenst, omdat daarbij het licht van de koplampen alleen dan in de richting van het voertuig gereflecteerd zou worden als het verkeersbord etc. loodrecht op deze richting staat. Exacte retroreflectie is evenmin gewenst, omdat het licht dan zou worden teruggekaatst naar de koplampen in plaats van naar de ogen van de bestuurder.

## Verminderen van reflectie

### Ontspiegeling
In lenzenstelsels en brillenglazen zijn reflecties ongewenst. Ze kunnen voor een groot gedeelte worden onderdrukt door antireflectiecoatings. Het principe van de coatings is dat ze ervoor zorgen dat de gereflecteerde lichtstralen bij het voor- en achteroppervlak van de coating elkaar door interferentie uitdoven en de doorgelaten stralen elkaar versterken door positieve interferentie. Een probleem is dat het voor verschillende golflengtes en hoeken van inval moet werken, waardoor er vaak kleureffecten optreden.

### Stealth
In een oorlog is reflectie van radarstraling ongewenst omdat dit de positie van bijvoorbeeld vliegtuigen of schepen verraadt aan de vijand. Om detectie te voorkomen wordt stealthtechnologie gebruikt. De reflectie wordt verminderd door de radargolven zo veel mogelijk te absorberen; de vormgeving van het vliegtuig of schip zorgt dat de resterende radargolven zo veel mogelijk in een andere richting worden gereflecteerd dan waar ze vandaan komen.

## Echo
Een echo is een reflectie van een puls, een golf met een korte tijdsduur. Het tijdsverschil tussen het uitzenden van de puls en de ontvangst van de echo is een maat voor de afstand. De richting wordt bepaald door pulsen in verschillende richtingen te sturen. Aangezien de ontvanger en de zender meestal op dezelfde plek zitten is de reflectie loodrecht op het oppervlak het belangrijkst. Dit principe wordt gebruikt bij sonar, radar en echoscopie.